# Nape-Pass
Der Nape-Pass oder Keo-Neua-Pass (Vietnamesisch: Đèo Keo Nưa, Laotisch: Hom Chomphoukèo-Nua) ist ein Gebirgspass im Truong-Son-Gebirge, der Vietnam mit Laos verbindet. Der Pass spielte eine wichtige Rolle während den Kriegen in Vietnam. 

## Lage und Verlauf
Der Nape-Pass befindet sich ungefähr 60 km südwestlich von Vinh, Hauptstadt der Provinz Nghệ An in Nord-Vietnam, und 150 km östlich von Thakhek, Hauptstadt der laotischen Provinz Khammuan.
Im Hochland von Nordvietnam führt die Nationalstraße 8A von Cho Pho zuerst entlang dem Ngan-Pho-Fluss, dann dem Nam-Sot-Fluss, von wo sie sich der rechten Talflanke bis zur Passhöhe auf 722 m emporschlängelt. Dort befindet sich auf der vietnamesischen Seite der Grenzposten Cau Treo, auf der laotischen Seite der Grenzposten Namphao. Von hier führt die Nationalstraße 8 entlang des Nam Phao über Ban Gnômmalat bis nach Lak Sao. Die obersten 15 km der Straße führen durch das Naturschutzgebiet Nakai–Nam Theun. 

## Geschichte

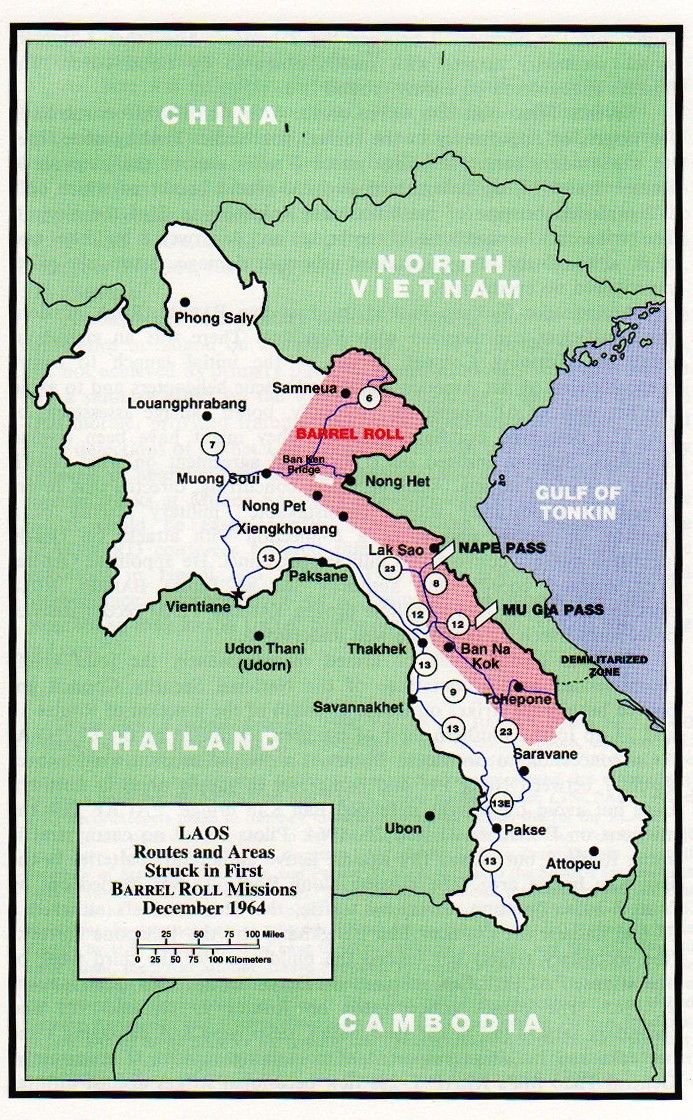
Gebiete und Straßen, die bei der geheimen Operation Barrel Roll angegriffen wurden. Der Nape-Pass und der weiter südlich liegende Mu-Gia-Pass sind als wichtige Verkehrswege von Vietnam nach Laos eingetragen.

Die Straße über den Pass wurde bereits zur französischen Kolonialzeit ausgebaut.  
Im Rahmen des zweiten Laotischen Bürgerkrieges kam es zu ersten Kampfhandlungen auf der laotischen Seite der Passstraße. Bei der Schlacht von Lak Sao, die vom November 1963 bis Januar 1964 dauerte, bekämpften sich die königlichen Streitkräfte Laos mit der Vietnamesische Volksarmee. 
Der Nape-Pass war zusammen mit dem weiter südlich liegenden Mu-Gia-Pass ein wichtiger Einstiegspunkt in den Ho-Chi-Minh-Pfad. Dieses Straßen- und Verkehrswegsystem durch Laos in Richtung Südvietnam diente im Indochinakrieg und im Vietnamkrieg als wichtige Nachschublinie für Nordvietnam zur Unterstützung der Kämpfer im Süden. 
Am Anfang des Vietnamkrieges wurde der Nape-Pass benutzt. Er war demzufolge auch Ziel erster Bombenangriffe im Rahmen der parallel zum Vietnamkrieg auf laotischem Boden durchgeführte Geheimmission Operation Barrel Roll. Die amerikanischen Bombenangriffe waren jedoch so massiv, dass die Vietnamesische Volksarmee begann die weiter südlich liegenden Pässe Mu-Gia und Ban-Karai und später den noch weiter südlich nahe an der Demarkationslinie zu Südvietnam liegenden Ban-Raving-Pass zu benutzen. Dies ermöglichte es, die Militärkolonnen länger in Nordvietnam zu halten, was ein großer Vorteil war, nachdem Washington im März 1968 die Bombardements auf Nordvietnam gestoppt hatte.